# The Untouchables
A The Untouchables egy 1979-től 1981-ig működött amerikai punk együttes volt.

## Története
1979-ben alakultak meg Washingtonban. Lemezeiket a Dischord Records jelentette meg. A zenekar punk/hardcore punk stílusban játszott. Mindössze négy dalt játszottak. Alex MacKaye később a Minor Threat/Fugazi zenekarok alapítójának, Ian MacKaye-nek a fiatalabb testvéreként lett ismert, Eddie Janey gitáros több punk zenekarban játszott később: The Faith, Rites of Spring, Skewbald/Grand Union stb. Bert Quieroz később szintén más punk együttesekben zenélt, pl.: Youth Brigade, Manifesto, Rain, The Meatmen, Double-O stb. Richard Moore dobos szintén a Meatmen-ben és a Double-O-ban játszott. Ők ketten saját lemezkiadó céget is alapítottak, R&B Records néven. Az együttes egy lemezt sem jelentetett meg, viszont a dalaik a Flex Your Head és 20 Years of Dischord című válogatáslemezeken megjelentek, illetve közreműködtek az "American Hardcore" című film soundtrackjéhez is. A "Nic Fit" című daluk számít a leghíresebb számuknak, ezt a dalt később a Sonic Youth is feldolgozta.

## Tagok
- Alex MacKaye – ének
- Eddie Janney – gitár
- Bert Queiroz – basszusgitár
- Rich Moore – dobok.

## Diszkográfia
Az Untouchables számai a következő albumokon jelentek meg:
- Flex Your Head - 1982, dalok: "Rat Patrol", "Nic Fit", "I Hate You"
- 20 Years of Dischord - 2002, dalok: "(I'm Not Your) Steppin' Stone", "Nic Fit"
- American Hardcore: The History of American Punk Rock 1980-1986, soundtrack album, dalok: "Nic Fit"